# Padma Dorje

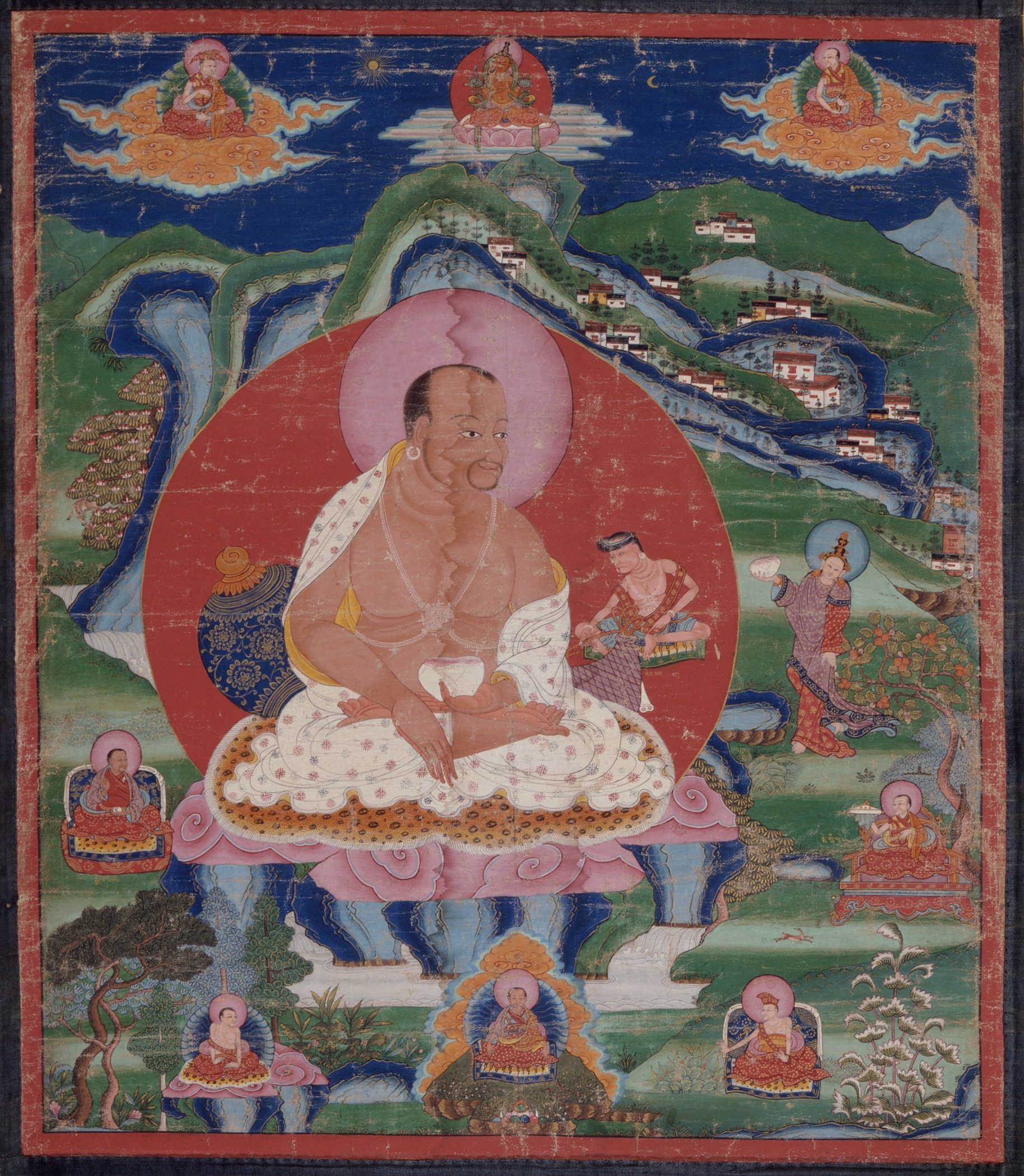
Padma Dorje

Padma Dorje (1128-1188) was een Tibetaans priester.
In de Blauwe annalen worden vier pagina's aan hem gewijd waarin redelijk triviale zaken worden verteld, zoals dat hij als celibataire monnik werd verleid door een vrouw en dat hij dat weet dat aan de karma van een vorig leven. Verder worden zijn studie, verschillende reizen, ontmoetingen en inwijdingen beschreven.
Hij is verder vooral bekend als de laatste reïncarnatie voor Gendün Drub, de eerste dalai lama, volgens de lijst die is opgetekend door de vijfde dalai lama, Ngawang Lobsang Gyatso. Hij wordt daarmee ook gezien als een incarnatie van Chenrezig, de bodhisattva die in India bekend is onder de naam Avalokitesvara. Voor hem op de lijst staat de priester Gonpaba en daarvoor Dromtön, de stichter van de Kadam-orde